# Concord Pacific Place
Concord Pacific Place war die Bezeichnung einer temporären Rennstrecke in Vancouver, Kanada. Sie wurde in dem gleichnamigen ehemaligen Weltausstellungsgelände in Vancouver angelegt und 2 mal umgestaltet.
Von 1990 bis 2004 wurde auf dem Stadtkurs im Rahmen der Champ-Car-Serie das Molson Indy Vancouver ausgetragen.

## Geschichte
Der Kurs war um das BC Place Stadium angelegt. Beim Eröffnungsrennen am 2. September 1990 war der Kurs 2,66 Kilometer lang. Im Laufe der Jahre wurden kleine Korrekturen an der Strecke vorgenommen, sodass seine Länge immer ein wenig variierte, aber immer ca. 1,7 Meilen betrug. 1998 wurde der Kurs dann neu gestaltet. Nur ein kleiner Teil des Kurses von 1990 wurde ins neue Layout übernommen. So entfielen auch die beiden relativ engen Spitzkehren, welche oft für Unfälle und Staus gesorgt hatten. Ab 1999 wurde dann auch die Schikane auf der Gegengerade vor Start und Ziel verlegt, um auf der engen Strecke die Überholmöglichkeiten zu verbessern. In seiner endgültigen Fassung war der Kurs dann 2004 2,87 km (1,781 Meilen) lang.
Nachdem der Sponsor Molson sich aus der Champ-Car-Serie zurückgezogen hatte, fanden nach 2004 keine Rennen der Serie mehr am Concord Pacific Place statt.

## Streckenbeschreibung
Charakteristisch für den Kurs war neben dem Blick auf das 60.000 Zuschauer fassende BC Place Stadium auch die mehrfache Unterquerung der Hochstraßen von Vancouver. In der veränderten Streckenführung von 1998 waren sogar fast 50 % des Kurses nahe dem Ufer des False Creek gelegen. Als Fahrerlager wurde der Parkplatz des Stadions benutzt. Ein weiterer Ausweichparkplatz wurde dann auch ab 1998 für den neuen Südteil des Kurses genutzt.

## Statistik
Der erfolgreichste Fahrer auf dem kanadischen Stadtkurs war Al Unser Jr. mit vier Siegen. Doch sowohl Michael Andretti wie auch der einheimische Paul Tracy konnten jeweils drei Siege feiern.